# François-Antoine Jolly
Pour les articles homonymes, voir Jolly.
François-Antoine Jolly, né le 25 décembre 1662 à Paris où il est mort le 30 juillet 1753, est un dramaturge et librettiste français.

## Biographie
Jolly devint censeur royal et composa d’abord quelques ouvrages pour le théâtre, entre autres : les paroles de l’opéra en 5 actes, Méléagre de Jean-Baptiste Stuck donné le 24 mai 1709 ; l’École des Amants, comédie en trois actes et en vers, jouée avec succès en 1718 et imprimée en 1719 ; la Capricieuse, comédie en trois actes et en vers, représentée au Théâtre-Italien en 1726, publiée en 1727 ; et la Femme jalouse, comédie en trois actes et en vers, donnée au même théâtre en 1726, imprimée en 1727.
Il a donné des éditions exactes des Œuvres de Molière, 1734, 6 vol. in-4°, et 1739, 8 vol. in-12, enrichis de vignettes à chaque pièce ; des Œuvres de Racine, 1 vol. in-12 ; des Œuvres de P. Corneille, 5 vol. in-12 ; le Théâtre de Montfleury père et fils, 3 vol. in 12.
Enfin, il a écrit le Nouveau et grand Cérémonial de France, ouvrage qui valut une pension de 400 livres aux deux sœurs de l’auteur.

## Source
- Ferdinand Hoefer, Nouvelle Biographie générale, t. 26, Paris, Firmin-Didot, 1858, p. 854.